# Григоревский, Виталий Михайлович
Виталий Михайлович Григоревский (1930, Херсон — 1981, Одесса) — советский астроном.
Окончил Одесский Университет по кафедре астрономии, а также аспирантуру под руководством профессора В. П. Цесевича. Член ВЛКСМ (1944—1958). С 1960 по 1971 работал в Кишинёве на кафедре прикладной математики, на которой были организованы исследования переменных звезд и искусственных спутников земли. Член КОСПАР и МАС, автор около 80 публикаций. По возвращении в Одессу (1971) защитил докторскую диссертацию, был профессором Одесского технологического института. Основная область исследований — переменные звезды, оптические наблюдения искусственных спутников Земли.

## Научная деятельность
В. М. Григоревский впервые в СССР (и, скорее всего, в мире) начал наблюдение траекторий искусственных спутников земли фотометрическим методом. Впоследствии был начальником станции оптического наблюдения (СОН) в Кишинёве.

## Биография
- Gaina Alex: Биография